# Дубковское муниципальное образование
Дубковское муниципальное образование — упразднённое сельское поселение в Саратовском районе Саратовской области Российской Федерации.
Административный центр — посёлок Дубки.
Законом Саратовской области от 25.11.2021 № 133-ЗСО с 1 января 2022 года упраздняется в результате объединения муниципального района с городским округом Саратовом.

## История
Статус и границы сельского поселения установлены Законом Саратовской области от 29 декабря 2004 года № 113-ЗСО «О муниципальных образованиях, входящих в состав Саратовского муниципального района».

## Население
| 2010  | 2011  | 2012  | 2013  | 2014  | 2015  | 2016  |
| ----- | ----- | ----- | ----- | ----- | ----- | ----- |
| 6023  | ↘6021 | ↗6137 | ↗6284 | ↗6372 | ↗6445 | ↗6481 |
| 2017  | 2018  | 2019  | 2020  | 2021  |       |       |
| ↗6535 | ↗6538 | ↘6453 | ↘6424 | ↘6135 |       |       |

## Состав сельского поселения
| № | Населённый пункт | Тип населённого пункта          | Население |
| - | ---------------- | ------------------------------- | --------- |
| 1 | Готовицкий       | посёлок                         | 5         |
| 2 | Дубки            | посёлок, административный центр | ↗4596     |
| 3 | Клещевка         | село                            | ↘1038     |
| 4 | Новая Липовка    | деревня                         | ↘191      |
| 5 | Расловка 1-я     | село                            | ↗106      |
| 6 | Свинцовка        | село                            | ↗246      |
| 7 | Ферма            | хутор                           | 21        |